# Urija (Prophet)
Der Prophet Urija lebte um das Jahr 600 v. Chr. im Königreich Juda, etwa zur selben Zeit wie der Prophet Jeremia.
Er war der Sohn Schemajas und stammte aus Kirjat-Jearim. Urija wird beim Propheten Jeremia erwähnt (Jer 26,20-24 ).
Er sagte der Stadt Jerusalem und dem darum liegenden Reich ein Unheil voraus. König Jojakim gab den Auftrag, Urija dafür zu töten. In Ägypten, wohin Urija floh, konnte er sich nicht verstecken. Er wurde nach Jerusalem verbracht und dort hingerichtet.

## Name
Der Name ist hebräisch: ûrî + Jáhû „mein Licht ist Jahwe“.

## Nachweise
1. ↑  , Uria Urias Urija